# Смотрины (фильм, 1954)
«Смотрины» — советская короткометражная сатирическая комедия 1954 года, снятая на Ереванской киностудии режиссёром Лаэртом Вагаршяном.

## Сюжет
Новые настенные часы, оказавшиеся бракованными и отстающие на полчаса, причиняют массу неприятностей домочадцам красавицы Арменуи: её отцу, матери, дяде, тёте... Когда на ужин приходит её жених Азат, работающий контролёром качества на выпустившем часы заводе, вечер превращается в посрамление бракодела.

## В ролях
- Хорен Абрамян — Арто
- Лилия Оганесян — Арменуи
- Грачья Нерсесян — Вартан, отец Арменуи
- Арусь Асрян — Ашхен, мать Арменуи
- Фаддей Сарьян — Сагатэл, дядя Арменуи
- Сирана Алавердян — Назели, тётя Арменуи
- Татул Дилакян — сотрудник радиокомитета
- Вахинак Маргуни — председатель радиокомитета
- Мурад Костанян — пассажир
- Тигран Айвазян — гость
- Ашот Нерсесян — эпизод
- Люся Оганесян — эпизод

## Критика
Дебютный фильм режиссёра Лаэрта Вагаршяна, и как отмечается в издании «Кинематография Армении» по этой сатирической короткометражке сложно судить о его мастерстве в полной мере проявившемся только в следующем фильме «Песня первой любви».